# Film Culture
Film Culture es una revista de cine fundada por los hermanos Adolfas Mekas y Jonas Mekas en 1954. Su sede central fue en la Ciudad de Nueva York. . Su especialidad fue el cine de vanguardia, pero también publicó artículos sobre otros tipo de cine, incluidas las películas de Hollywood.
Los colaboradores incluyeron a Stan Brakhage, P. Adams Sitney, Andrew Sarris, Manny Farber, Rudolf Arnheim, Peter Bogdanovich, Arlene Croce, David Ehrenstein, John Fles, DeeDee Halleck, Gregory Markopoulos, Annette Michelson, Edouard de Laurot y Parker Tyler, entre otros.
Artículos de Film Culture fueron compilados en el libro Film Culture Reader, publicado en Cooper Square Press. 
Film Culture dejó de publicarse 1996. Durante su existencia la revista produjo 79 números.
22 años después, en septiembre de 2018 se publicó el número 80, un especial monográfico dedicado a la cineasta Barbara Rubin.